# Tipula cladacanthodes
Tipula cladacanthodes là một loài ruồi trong họ Ruồi hạc (Tipulidae). Chúng phân bố ở vùng sinh thái Nearctic.